# 논스톱 (시트콤)
《논스톱(Nonstop)》은 2000년 5월 15일부터 2000년 7월 28일까지 방송되었던 시트콤이었다.

## 줄거리
일섭네 가족이 사는 서울 도봉구 방학동 집과 일섭이 운영하는 서울 노원구 상계동 '마르셀 카페(Marcel Cafe)'를 배경으로 일상적인 이야기와, 서로 마주보고 있는 서울 도봉구 도봉동 이벤트 회사(침팬치 기획)와 디자인 회사(쁘레따 뽀르떼 디자인)가 주 배경으로 캠퍼스 위주의 시트콤에서 벗어나 사회 초년생들이 겪는 고민을 캐릭터의 성격 위주에 따라 풀었다.

## 출연진

### 일섭네 가족
- 백일섭 : 백일섭 역. 아버지

57세. '마르셀 카페(Marcel Cafe)'를 운영. 경기도 수원 출생으로 귀가 얇아 남이 좋다는 것에 잘 혹하며, 싫증을 잘 느껴 제 아무리 도전의 시작은 거창하지만, 결국 통쾌한 끝맺음을 하지 못한다. 지난 3년 전(1997년 3월 초)에 이미 면허를 반납한 그는, 술을 좋아하는 주당이며, 최신음악과 영화 등을 꿰뚫고 있다.
- 김형자 : 김형자 역. 어머니

51세. 충청남도 천안 출생인지라 지난날 한때 '천안댁'이라 불렸으며 춤추는 걸 좋아한다.
- 김지영 : 백지영 역. 맏딸

디자인회사 쁘레따 뽀르떼 사장. 27세. 똑부러지는 성격에 다혈질이지만 의외의 실용적인 성격이다.
- 김정현 : 백정현 역. 막내아들

이벤트회사 침팬치 기획 직원. 21세. 본인 스스로 집안의 기대에 미치지 못했다는 콤플렉스가 있어 대학 진학 대신, 차라리 돈을 벌어 성공하겠다는 그런 생각으로 취업전선에 뛰어든다.

### 이벤트 회사 침팬치 기획
- 최재원 : 최재원 역. 이벤트회사 사장

30세. 실속 없고 허풍이 심하면서도 소심하다.
- 고수 : 고수 역. 이벤트회사 직원

21세. 정현과 친구이며, 순진코도 고지식하다.
- 연정훈 : 최정훈 역. 이벤트회사 직원

23세. 재원의 동생.
- 김민주 : 김민주 역

22세. 일섭네 카페에서 아르바이트를 하다 침팬치로 옮겼다.

### 디자인 회사 쁘레따 뽀르떼 디자인
- 김효진 : 김효진 역. 디자인회사 직원

26세. 허영심 많고 남의 염장지르기를 좋아하는 이라이자 같은 여자지만 결국 자기 꾀에 자기가 넘어가 손해보는 인물이다. 지영네 집에서 시은과 함께 산다.
- 박시은 : 박시은 역. 디자인회사 직원

21세. 눈치없고 덜렁대는 캔디형 여자
- 여현수 : 여현수 역. 디자인회사 직원

20세. 경기도 부천 원도심지 마을 출생이지만 알고보면 재벌집 아들

### 그 외
- 이원재 : 이팔봉 역.

43세. 비디오 가게 주인. 일섭과 친한 동생.
- 강미 : 강풍숙 역.

51세. 비디오 가게 주인 이팔봉 대표의 8년 연상녀 아내. 8년 연하 남편(이팔봉)과 사이에 2남(장남 이양수, 차남 이양철)을 둠.
- 이잎새 : 이지엽 역.

21세. 비디오 가게 주인 이팔봉 대표의 친조카딸. 이영지와 서도영의 슬하 1남 2녀(맏딸 이파랑, 외동아들 이양택, 막내딸 이지엽) 중 막내딸.
- 박영지 : 이영지 역.

50세. 비디오 가게 주인 이팔봉 대표의 둘째 형. 이지엽의 아버지.
- 서영애 : 서도영 역.

54세. 비디오 가게 주인 이팔봉 대표의 둘째 형수. 이지엽의 어머니. 지엽 아범(이영지)의 4년 연상녀 아내.
- 민지환 : 민철환 역

64세. 비디오 가게 주인 이팔봉 대표의 막내 외숙부(외삼촌).
- 박예숙 : 장춘자 역

65세. 비디오 가게 주인 이팔봉 대표의 막내 외숙모.
- 윤손하 : 장팽숙 역

27세. 비디오 가게 주인 이팔봉 대표의 막내 외숙모 장춘자의 친정 조카딸.
- 김선화 : 김선화 역.

45세. 동네 야채가게 주인. 옆 동네 잡화점 주인 정홍래 대표의 친질부(조카며느리).
- 정한헌 : 정한헌 역.

47세. 동네 야채가게 주인 김선화 대표의 남편. 소문난 애처가. 아내(김선화)와 사이에 슬하 1남 1녀(맏아들과 막내딸)를 둠. 옆 동네 잡화점 주인 정홍래 대표는 정한헌의 친숙부(작은아버지).
- 정대홍 : 정홍래 역.

57세. 옆 동네 잡화점 주인. 일섭과 친한 동갑내기 옆 동네 친구.
- 홍윤정 : 홍윤정 역.

58세. 옆 동네 잡화점 주인 정홍래 대표의 1년 연상녀 아내. 남편(정홍래)과 사이에 1남 3녀(4남매)를 둠.
- 구보석 : 기광국 역

42세. 디자인 회사(쁘레따 뽀르떼 디자인)와 이벤트 회사(침팬치 기획)가 세입(입주)한 서울 도봉구 도봉동 소재 건물(더블지 빌딩)의 건물주. 서울 서광대학교 산업공과미술디자인학과(학사)·서울 문화대학교 경영대학원(경영학 석사)을 나온 기광국(서울 도봉구 도봉동 Double-G Building(더블지 빌딩)의 건물주)은 원창물산 제6대 회장 여찬두(여현수 쁘레따 뽀르떼 디자인 직원의 큰아버지)한테는 문화대학교 경영대학원 경영학 석사(MBA)과정 1년 후배. 그는 상당히 본의 아니게도 세입자 여현수(쁘레따 뽀르떼 디자인 회사 직원)의 일거수일투족을 대학원 선배 여찬두 원창물산 회장한테 몰래도 일부 보고하는 스파이 노릇을 하고 마는 건물주.
- 김용식 : 김주영 역.

54세. 김효진의 숙부(작은아버지). 김효진의 아버지(김관영)는 김주영의 친형. 경기도 평택 거주.
- 박영태 : 여찬두[주 2] 역.

55세. 경기도 수원 소재 원창물산 제6대 회장. 서울 한일대학교 독어독문학과(학사)·서울 문화대학교 경영대학원(경영학 석사)을 나온 여찬두 신규 취임 제6대 원창물산 CEO 회장. 여현수의 백부(큰아버지)인데 경기도 용인 양지면 정수리 지역에서 부농가 대농 집안의 슬하 2남 2녀(4남매) 중 장남(큰아들이자 둘째)인 그는 집사람(현수 큰엄마)과 사이에 슬하 2남 1녀(3남매)를 둠. 여현수의 아버지 여춘식(원창물산 경기도 부천지사 총무부 부장)은 여찬두 회장의 아우(친동생).
- 윤정수 : 박평안 역.

30세. 박 기사. 여찬두 원창물산 제6대 회장의 전용 드라이버.
- 정대열 : 강태용 역.

32세. 강 차장. 여찬두 원창물산 제6대 회장의 비서실 수행 담당 제2차장. 회장과의 사적인 처갓댁 촌수로는 여찬두 회장의 처갓댁 9촌 처조카(처갓댁 9촌 처삼종질).
- 서권순 : 서권순 역.

51세. 형자의 친구. 1950년 12월 31일 충청남도 천안 출생. 9년 전(1991년 3월 12일)에 상배 후 수절을 한 과부. 1996년 12월 6일 이후 서울을 떠나 경기도 안양 이주.
- 최선임 : 구선임 역.

27세. 형자의 친구 서권순의 딸. 서울 출생으로 2000년 현재 만26세 호랑이띠. 여고 2학년 시절(1991년 3월 12일)에 아버지를 병(폐렴)으로 여읨.

### 그 이외 목소리 출연
원창물산 회장 비서실 관련
- 최왕순 : 왕순용 역 ... (목소리 출연)

28세. 왕 비서(왕 차장). 여찬두 원창물산 제6대 회장의 비서실 강태용 수행 담당 제2차장의 전화를 받는 원창물산 회장 비서실 연락 담당 제3차장.
여현수 백부 여찬두 원창물산 제6대 회장 그의 미국 일리노이 주 시카고 이민 겸 유학 중인 교포 겸 유학생 출신이라는 생질 및 처질 관련
- 이민우 : 찰스 리(Charles Lee, 이항욱) 역 ... (목소리 출연)

여현수의 고종사촌 형. 미국 시카고 대학교 행정학과 4학년 재학중인 말띠 만22세 유학생 겸 교포 출신으로 여찬두 원창물산 회장의 생질(여찬두 회장의 친형제자매 중 1987년 8월 당시, 경기도 평택 지역을 떠난 직후 미국 시카고 지역으로 결혼 이주한 맏 누나 부부 그들의 맏아들).
- 이제니 : 데이지 리(Daisy Lee, 이채린) 역 ... (목소리 출연)

여현수의 고종사촌 누나. 미국 시카고 대학교 미술학과 2학년 재학중인 원숭이띠 만20세 유학생 겸 교포 출신으로 여찬두 원창물산 회장의 생질녀(여찬두 회장의 친형제자매 중 1987년 8월 당시, 경기도 평택 지역을 떠난 직후 미국 시카고 지역으로 결혼 이주한 맏 누나 부부 그들의 막내딸).
- 이재은 : 레지나 리(Regina Rhee, 이규숙) 역 ... (목소리 출연)

여현수의 동갑내기 고종사촌 여동생. 미국 시카고 대학교 경제학과 1학년 재학중인 닭띠 만19세 유학생 겸 교포 출신으로 여찬두 원창물산 회장의 생질녀(여찬두 회장의 친형제자매 중 1986년 3월 당시, 경기도 부천 지역을 떠난 직후 미국 시카고 지역으로 결혼 이주한 막내 누이동생 부부 그들의 외동딸).
- 양동근 : 토니 케이(Tony Kaye, 강병익) 역 ... (목소리 출연)

여찬두(원창물산 제6대 회장)의 처질(여찬두 회장 처조카). 강태용(여찬두 원창물산 회장 비서실 예하 제2차장)의 친가 10촌 남동생. 미국 시카고 대학교 물리학과 3학년 재학중인 양띠 만21세 유학생 겸 교포 출신으로 여찬두 원창물산 회장의 처질(여찬두 회장의 처척 중 1988년 8월 당시, 경기도 과천 지역을 떠난 직후 미국 시카고 지역으로 결혼 이주한 손아랫처남 내외 그들의 외동아들).

## 제작진
- 기획 : 김정욱
- 연출 : 이민호, 권익준
- 조연출 : 노창곡, 주성우
- 극본 : 최진원(메인 작가), 양희승(메인 작가), 김균태, 김현희, 명수현, 지현, 길유정, 박민정, 오종수[주 3]
- 구성 : 윤영미, 백지현, 김경희, 조정화, 정지윤

## 회차별 부제
| 회차 | 날짜            | 부제                         |
| ---- | --------------- | ---------------------------- |
| 1회  | 2000년 5월 15일 | Shall we dance               |
| 2회  | 2000년 5월 16일 | 침팬지와 뽀르떼              |
| 3회  | 2000년 5월 17일 | 대학이 뭐길래!               |
| 4회  | 2000년 5월 18일 | 따라하지마                   |
| 5회  | 2000년 5월 19일 | 친구의 친구를 사랑했네       |
| 6회  | 2000년 5월 22일 | 사랑의 핸드폰                |
| 7회  | 2000년 5월 23일 | 자존심이 뭐길래!             |
| 8회  | 2000년 5월 24일 | 귀여운 악녀                  |
| 9회  | 2000년 5월 25일 | 모전자전                     |
| 10회 | 2000년 5월 26일 | 왜 그러지!                   |
| 11회 | 2000년 5월 29일 | 우리를 미치게 하는 것들      |
| 12회 | 2000년 5월 30일 | 무시로                       |
| 13회 | 2000년 6월 1일  | 엎드려서 돈 받기             |
| 14회 | 2000년 6월 2일  | 왜 바꿔                      |
| 15회 | 2000년 6월 5일  | 게임의 법칙                  |
| 16회 | 2000년 6월 6일  | 시은이의 두 얼굴             |
| 17회 | 2000년 6월 7일  | 정현은 못말려                |
| 18회 | 2000년 6월 8일  | 공과 사                      |
| 19회 | 2000년 6월 9일  | 세상사는 법                  |
| 20회 | 2000년 6월 12일 | 가족사진                     |
| 21회 | 2000년 6월 16일 | 걱정도 팔자                  |
| 22회 | 2000년 6월 19일 | 누가 좀 말려줘요             |
| 23회 | 2000년 6월 20일 | 한다면 한다                  |
| 24회 | 2000년 6월 21일 | 정현 눈물에 젖다             |
| 25회 | 2000년 6월 22일 | 민주 침팬지로 가다           |
| 26회 | 2000년 6월 23일 | 여자, 여자, 여자             |
| 27회 | 2000년 6월 26일 | 첫사랑                       |
| 28회 | 2000년 6월 27일 | 누가 민주의 발톱을 보았는가? |
| 29회 | 2000년 6월 28일 | 나 어떡해                    |
| 30회 | 2000년 6월 29일 | 착각은 자유                  |
| 31회 | 2000년 6월 30일 | 복수혈전                     |
| 32회 | 2000년 7월 3일  | 안소니와 캔디                |
| 33회 | 2000년 7월 4일  | 보고 또 보고                 |
| 34회 | 2000년 7월 5일  | 배고픈 소크라테스가 된 시은  |
| 35회 | 2000년 7월 6일  | 물먹은 효진                  |
| 36회 | 2000년 7월 7일  | 민주는 여자를 좋아한다?      |
| 37회 | 2000년 7월 10일 | 배보다 배꼽                  |
| 38회 | 2000년 7월 11일 | 낙서소동                     |
| 39회 | 2000년 7월 12일 | 우정은 움직이는 거야         |
| 40회 | 2000년 7월 13일 | 볼륨을 높여요                |
| 41회 | 2000년 7월 14일 | 음식남녀                     |
| 42회 | 2000년 7월 17일 | 지영본색                     |
| 43회 | 2000년 7월 18일 | 똑바로 살아라                |
| 44회 | 2000년 7월 19일 | 경비원                       |
| 45회 | 2000년 7월 20일 | 이브의 질투                  |
| 46회 | 2000년 7월 24일 | 이제 다 안다                 |
| 47회 | 2000년 7월 25일 | 누나는 내 친구 애인          |
| 48회 | 2000년 7월 26일 | 정말 피곤해                  |
| 49회 | 2000년 7월 27일 | 똑같은 것들                  |
| 50회 | 2000년 7월 28일 | 현수의 비밀                  |

## 참고 사항
- 이 드라마의 주조연 및 단역을 포함한 역대 총 출연진 중 최고령 출연자는 극중 이팔봉(이원재 분)의 막내 외숙모 장춘자 역으로 단역 출연한 여성 원로 연극배우 겸 연기자 박예숙 여사이며, 차고령 출연자는 극중 이팔봉(이원재 분)의 막내 외숙부 민철환 역으로 단역 출연한 원로 영화배우 겸 연기자 민지환 선생이다.

### 내용주
1. ↑  여담이기는 하지만, 해당 시트콤 작품의 그 다음 시즌이 되는 뉴 논스톱 주요 등장 캐릭터 김영준(극중 문화대학교 사회체육학과 99학번)의 고모부(친가 고숙)가 되는 해당 시트콤 시즌 1기 주요 캐릭터 백일섭 마르셀 카페 대표.
2. ↑  경기도 수원 소재 원창물산 신임 제6대 회장. 참고로, 원창물산 여찬두 제6대 CEO 회장의 친종숙(5촌 아저씨)이자, 경기도 수원 소재 원창물산 초대 CEO 회장(1968년 창설 당시 창업주 출신인데 1971년 당시까지 3년 동안 초대 사장 여박창 선생)은 여찬두 회장의 5촌 종중부 여박창(1971~1983년 당시 전직 원창물산 초대 CEO 회장 여박창)이며, 제2대 회장은 여찬두 회장의 6촌 재종형 여대여(1983~1991년 당시 전직 원창물산 제2대 CEO 회장 여대여)이고, 제3대 회장은 여찬두 회장의 사촌 종형 여광걸(1991~1994년 전직 원창물산 제3대 CEO 회장 여광걸)이며, 제4대 회장은 여찬두 회장의 사촌 자형 하양평(1994~1995년 당시 전직 원창물산 제4대 CEO 회장 하양평)이고, 제5대 회장은 여찬두 회장의 6촌 자형 장성발(1995~2000년 당시 전직 원창물산 제5대 CEO 회장 장성발)이며, 제6대 회장이 바로 여찬두 신임 원창물산 제6대 CEO 회장.
3. ↑  양일고등학교(경기도 양평군 소재 사립고)의 국어 교사(양일고교 오 선생).

### 참조주
1. ↑  남도영 기자 (2000년 5월 11일). “MBC, 새 시트콤 '논스톱'으로 시청률 회복 나서”. 국민일보.
2. ↑  “[하이라이트] 7월 31일 월요일”. 국민일보. 2000년 7월 30일.
3. ↑  김형호 기자 (2000년 5월 15일). “MBC 시트콤 옛명성 되찾을까 .. '논스톱' 15일부터 방영”. 한국경제.

| 문화방송 일일시트콤                                           | 문화방송 일일시트콤                        | 문화방송 일일시트콤                                  |
| 이전 작품                                                     | 작품명                                     | 다음 작품                                            |
| ------------------------------------------------------------- | ------------------------------------------ | ---------------------------------------------------- |
| 두 아빠 (1995년 10월 16일 ~ 1996년 1월 11일) (이후 잠정 폐지) | 논스톱 (2000년 5월 15일 ~ 2000년 7월 28일) | 거침없이 하이킥! (2006년 11월 6일 ~ 2007년 7월 13일) |
| 문화방송 청춘시트콤                                           |                                            |                                                      |
| 가문의 영광 (2000년 2월 14일 ~ 2000년 5월 12일)               | 논스톱 (2000년 5월 15일 ~ 2000년 7월 28일) | 뉴 논스톱 (2000년 7월 31일 ~ 2002년 5월 17일)        |